# Seeschlacht von Salvore

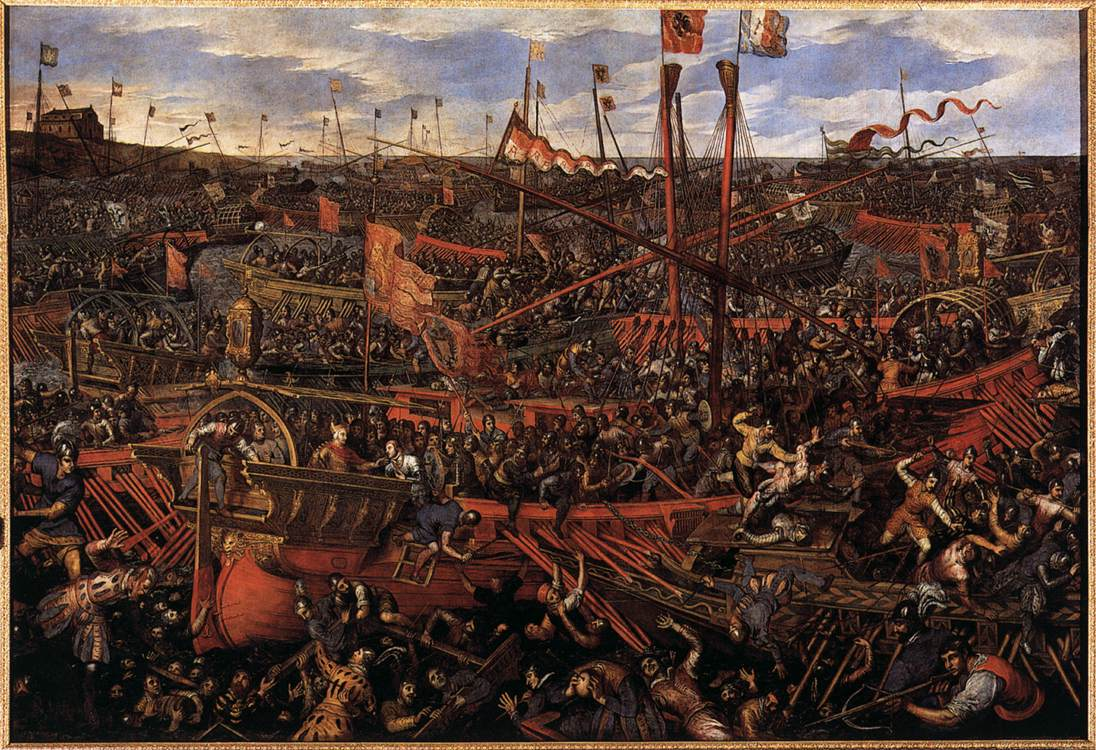
Die Seeschlacht von Salvore, ein Gemälde von Domenico Tintoretto (um 1605); ein zweites Gemälde der Schlacht, ebenfalls von Tintoretto, ist in Wien verloren gegangen. Das venezianische Exemplar befindet sich bis heute im Saal des Großen Rates im Dogenpalast. Die venezianische Geschichtsschreibung behauptete über Jahrhunderte, die viel kleinere Flotte Venedigs hätte im Jahr 1177, im Vorfeld des Friedens von Venedig zwischen Kaiser und Papst, über die des Kaisersohnes Otto gesiegt. Erst dadurch wäre der Frieden von Venedig erst möglich geworden.

Die Seeschlacht von Salvore war, obwohl sie nie stattgefunden hat, spätestens vom frühen 14. bis zum Ende des 18. Jahrhunderts fester Bestandteil der venezianischen Geschichtsschreibung. Auch war sie im wichtigsten Saal des Dogenpalasts, des Zentrums der Staatssymbolik, Sujet der großformatigen Auftragsmalerei, ausgeführt von den bedeutendsten Künstlern ihrer Zeit. In der populärwissenschaftlichen Geschichtsschreibung lebte sie noch weit darüber hinaus. Sie galt lange als Rechtfertigung für die Herrschaft Venedigs über die Adria, zumindest aber ihrer Herleitung.
In dieser angeblichen Schlacht hatte eine venezianische Flotte von 30 oder 35 Galeeren im Jahr 1177 eine sehr viel größere, aus 75 Galeeren bestehende Flotte unter Führung des zu dieser Zeit etwa sieben Jahre alten Otto besiegt, eines Sohnes Kaiser Friedrichs I. Nach Auffassung der venezianischen Geschichtsschreiber war es erst diese Niederlage und das Bitten seines Sohnes, die den Kaiser dazu bewegten, sich mit Papst Alexander III. in Venedig auszusöhnen und damit einen das abendländische Christentum zerreißenden Konflikt endlich zu beenden.
Tatsächlich kam es unter Vermittlung des Dogen Sebastiano Ziani am 24. Juli 1177 zum rituell untermauerten Frieden von Venedig zwischen Papst Alexander und Kaiser Friedrich, nachdem letzterer im Jahr zuvor in der Schlacht von Legnano von den italienischen Kommunen besiegt worden war. Der Doge von Venedig spielte zwar die zentrale Rolle als Vermittler zwischen den kaisertreuen Städten und dem Kaiser auf der einen, sowie dem Papst, dem Normannenreich Süditaliens und den papsttreuen Städten Norditaliens auf der anderen Seite, jedoch hatte Venedig bei den militärischen Auseinandersetzungen keine wesentliche Rolle gespielt.
Um den überaus bedeutenden Vorgang der Aussöhnung zwischen Kaiser und Papst, der Venedig und seinen Dogen ungemein aufwertete, rankte sich schon bald eine Reihe weiterer Legenden, einschließlich eines angeblich einjährigen, heimlichen Aufenthaltes Papst Alexanders in einem venezianischen Kloster nach einer abenteuerlichen Flucht vor den Kaiserlichen.
Zu diesen Legenden zählt auch der Sieg über den besagten Sohn des Kaisers, bei dem die Venezianer vor Salvore (Kap Savudrija, ein Stadtteil von Umag auf Istrien) die kaiserliche Flotte vernichtend besiegten – wiewohl das Reich im Mittelmeer gar keine Flotte unterhielt. Die venezianische Flotte stand dabei angeblich unter dem Befehl des Dogen selbst oder aber unter dem seines Sohnes. Otto, einer der acht Söhne Friedrichs, war zu dieser Zeit wohl noch ein Kind, so dass einige Autoren sein Geburtsdatum vorverlegten, um ihn auf diese Weise wenigstens volljährig zu machen. Der Kaisersohn, der in venezianische Gefangenschaft geraten sei, habe angeboten, seinen Vater zum Friedensschluss zu bewegen, und er habe ihn damit von seinem ungerechten Krieg abbringen können.
Die für die nachfolgenden venezianischen Geschichtsschreiber maßgebliche Quelle entstand im 14. Jahrhundert durch den Dogen Andrea Dandolo, der die Seeschlacht, die er in seinen Chroniken schildert, allerdings nicht selbst erfunden hat. Möglicherweise wurde früher, nämlich um 1229, eine Seeschlacht vor Istrien erwähnt.
Die Schlacht als eines der zentralen Momente des Staatszeremoniells wurde auf mehreren Ebenen eingesetzt. Um 1409 erhielt Gentile da Fabriano den Auftrag, den Saal des Großen Rates im Dogenpalast mit Gemälden zu versehen. Allerdings ist dieses Gemälde zerstört. Weil die künstlerische Darstellung von so eminenter politischer Bedeutung war, wurde das zerstörte Werk bald von einem der erstrangigen Maler seiner Zeit ersetzt. Domenico Tintoretto schmückte im frühen 17. Jahrhundert den Großen Saal, in dem sich der gesamte männliche, erwachsene Adel versammelte, mit einer neuen, monumentalen Darstellung der Seeschlacht. Die von der venezianischen Staatspropaganda als so wichtig erachteten Schlacht wurde darüber hinaus in der Festa della Sensa verherrlicht, einer aufwändigen Staatsfeier, in der die Vermählung des Dogen mit dem Meer, gemeint ist die Adria, im Mittelpunkt steht, und die bis heute jedes Jahr begangen wird.
Die Historizität der Seeschlacht verteidigte die Republik Venedig mit großer Zähigkeit bis ins späte 18. Jahrhundert, auch wenn Ende des 16. Jahrhunderts erste Zweifel geäußert wurden, etwa in Rom. So kam es zu einem heftigen diplomatischen Konflikt, als ein dortiger Geschichtsschreiber, Cesare Baronio, die Seeschlacht in seinem Werk ignorierte und sich weitgehend auf eine vatikanische Handschrift der Chronik des Bischofs Romuald von Salerno berief. Diese Chronik ist für den Frieden von Venedig tatsächlich die Hauptquelle. Die venezianischen Diplomaten ihrerseits beriefen sich unter anderem auf das Gemälde Tintorettos als historische Quelle, aber auch auf ihre ältesten Chroniken (die erst im 14. Jahrhundert abgefasst wurden). Der Papst sah sich veranlasst anzuordnen, dass die entsprechende Inschrift unter einem Gemälde der Schlacht wiederhergestellt wurde. Erst in den letzten Jahrzehnten gelang es, die Schlacht nicht nur als politisch motivierte Erfindung zu erweisen, sondern sie darüber hinaus in die Geschichte der venezianischen Selbstdarstellung und -erklärung einzuordnen. Auch lässt sich an diesem Beispiel die Geschichte der historischen Methodologie an der Auseinandersetzung um die Quellengrundlage, zu denen lange auch Legenden oder Gemälde aus sehr viel späterer Zeit gleichsam als unmittelbare Zeugen gerechnet wurden, verdeutlichen.

## Hintergrund

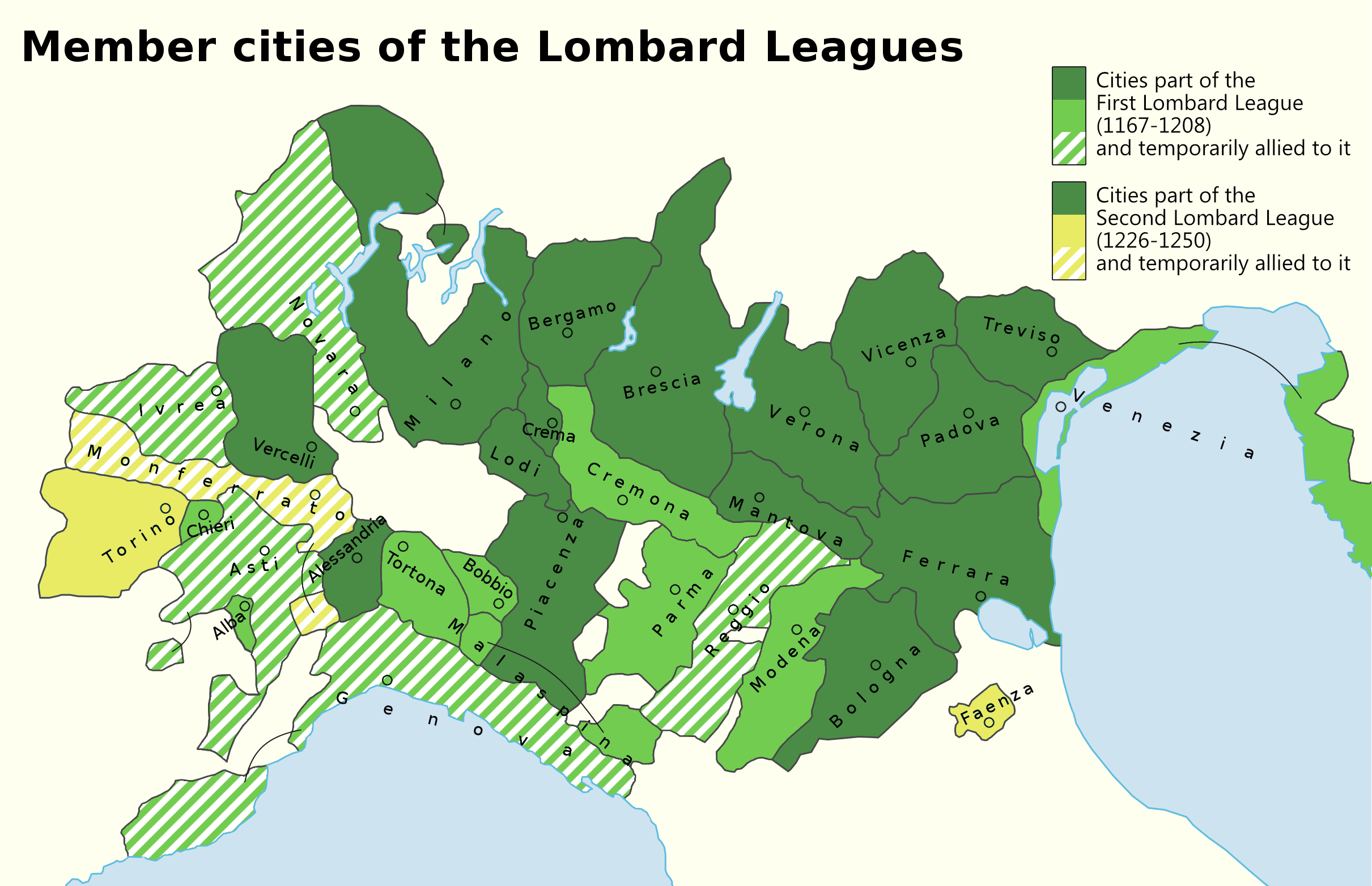
Die Mitgliederstädte der Lega lombarda

Sebastiano Ziani war der erste Doge, der nicht von der Volksversammlung gewählt wurde. Mit ihm setzte die vermögend gewordene Fernhändlerschicht eine Art Generalversammlung durch, zu der nur die männlichen Oberhäupter der einflussreichsten Familien Zugang hatten. Zugang hatten also nur Familien, die sich neben Vermögen durch Prestige und altes Herkommen auszeichneten. Der Volksversammlung, die zuvor die Dogen gewählt hatte, blieb nur noch das Akklamationsrecht. Im 13. und 14. Jahrhundert entstand in Venedig eine zunehmend von den herrschenden Familien kontrollierte Geschichtsschreibung, die diesen Vorgang historisch herzuleiten und zu legitimieren hatte.
Der Frieden von Venedig entstand in einer für die Stadt extrem angespannten Situation. Venedig war einerseits wegen der Auseinandersetzungen mit Kaiser Friedrich I. und wegen der Kosten für den antikaiserlichen Städtebund, die Lega lombarda, andererseits wegen der Auseinandersetzungen mit dem byzantinischen Kaiser hoch verschuldet. Dieser Kaiser, Manuel I., unterband seit 1171 den Handel mit Venedig. Der militärische Gegenschlag unter dem Kommando von Zianis Vorgänger Vitale Michiel II. war in eine Katastrophe gemündet, der Doge nach der Rückkehr 1172 ermordet worden.
Mit einer Reihe von Maßnahmen gelang es Venedig, den politischen und wirtschaftlichen Untergang abzuwenden. 1175 schloss Sebastiano Ziani Handelsverträge mit den bis dahin verfeindeten Mächten Pisa und dem normannischen König von Sizilien ab. 1177 erneuerte er das traditionelle Pactum mit dem Römisch-deutschen Reich und schloss selbst mit Genua einen Vertrag ab, mit dem man über Generationen im Streit gelegen hatte. Mit dem bis dahin wichtigsten Handelspartner, mit Konstantinopel, gelang jedoch kein Ausgleich; dort waren mehrere Tausend der in der Metropole ansässigen Venezianer 1171 verhaftet und später ausgewiesen worden.
Sebastiano Zianis größter außenpolitischer Erfolg, der Friede von Venedig, wird bis heute auf Wandgemälden im Saal des Großen Rates den Besuchern des Dogenpalasts vor Augen geführt. Nach der Niederlage des Kaisers in der Schlacht von Legnano am 29. Mai 1176 und dem Scheitern der kaiserlichen Italienpolitik, kam es zu einem Treffen zwischen Friedrich Barbarossa und Papst Alexander, bei dem der Doge die Rolle des Vermittlers übernahm. Aus Anlass seines Besuches in der Stadt und in der Markuskirche erließ der Papst einen Ablass für jeden Christen, der die Kirche besuchte. In der venezianischen Historiographie war es rund ein halbes Jahrtausend lang nicht die kaiserliche Niederlage von Legnano gegen die Lombardenliga gewesen, die Friedrich zum Einlenken gezwungen hatte, sondern seine Niederlage vor Salvore.

## Entwicklung der legendären Überlieferung

### Erste Nennungen (ab 1229), Aufnahme in die Staatspropaganda (spätestens ab 1319)
Die erste Erwähnung der Seeschlacht erfolgte womöglich früher als bis 2018 angenommen worden ist. Eine erste Nennung, nämlich vor 1229, erfolgte demnach schon in der Chronik des Antonio Del Bianco, die in der Bibliothek des Museo Correr liegt (Correr 1497, folia 25v–30r). Allerdings handelt es sich um eine Kopie des 17. Jahrhunderts, die auf einer Handschrift von 1543 basiert.
Auch entstanden (nicht erhaltene oder dokumentierte) Miniaturen in einer weiteren dort liegenden Handschrift (Correr 317), die eine Chronik des Konvents Santa Maria delle Vergini darstellt. Darin wird allerdings auch behauptet, eine Julia, angebliche Tochter Kaiser Friedrichs I., sei die erste Äbtissin des Klosters gewesen. Das Kloster wurde aber erst unter Pietro Ziani 1224 gegründet, nicht unter dessen Vater Sebastiano Ziani. Allen Schriften ist gemein, dass sie den Ort der Schlacht nur ungenau, nämlich als vor Istrien kennen, womit sie wohl ihre Abhängigkeit von Antonio Del Bianco zu erkennen geben. Auch erscheinen darin Del Biancos 35 statt der später geläufigen 30 Galeeren auf Seiten Venedigs.
Die erste Erwähnung der Seeschlacht erfolgte in Venedig wohl erst (wieder) durch den in Mantua geborenen Notar Bonincontro dei Bovi, dessen Tätigkeit sich im Umkreis der Kanzlei des Dogen von 1313 bis 1346 nachweisen lässt. Dieser war Verfasser einer Schrift mit dem Titel Hystoria de discordia et persecutione quam habuit Ecclesia cum imperatore Federico Barbarossa tempore Alexandri tercii summi pontificis et demum de pace facta Veneciis et habita inter eos. In dieser Geschichte der Zwietracht und Verfolgung der Kirche durch Friedrich Barbarossa und des zwischen Papst und Kaiser geschlossenen Friedens betont der Verfasser die ausschlaggebende Rolle der Seeschlacht und der Gefangennahme des Kaisersohnes, die den Kaiser erst zum Friedensschluss bereit gemacht hätten.
Bereits am 11. Dezember 1319 erfolgte zur Zeit des Dogen Giovanni Soranzo ein (vielleicht daraus abgeleiteter) Beschluss zur Finanzierung von Fresken in der Kirche San Nicolò di Palazzo, die auch die Seeschlacht verherrlichen sollten. 1331 verfasste Castellano da Bassano ein dazu passendes Gedicht in lateinischen Hexametern. Übersetzt landete Bonincontros Version in den offiziellen Gesetzessammlungen, genauer im Liber pactorum.

### Aufnahme in die wichtigsten Geschichtswerke: Andrea DandolosChronica
Die maßgebliche Chronik für die Zeit zwischen dem 11. und dem späten 13. Jahrhundert ist das von dem Dogen Andrea Dandolo verfasste Geschichtswerk, die Chronica per extensum descripta, der die meisten Chronisten Venedigs inhaltlich folgten. Darin schreibt Dandolo, dem kaiserlichen Sohn „Octone“, mit seinen „galeis lxxv“, also mit 75 Galeeren, sei der Doge entgegengezogen, „Sebastianus Venecie duce non amplius xxxa“, also mit nicht mehr als 30 Galeeren. Für den Papst hätten die Venezianer „in sancto Ascensionis die“, am Tag der Himmelfahrt, die kaiserliche Flotte besiegt. Otto, „imperatoris filium Veneciam perduxerunt“, der Kaisersohn wurde also nach Venedig fortgeführt. Nach diesem Sieg habe der Papst dem Dogen einen Ring als Symbol seiner Herrschaft über das Meer überreicht – „sicut vir subiectam sibi desponsat uxorem“, wie also ein Mann zu seiner Ehefrau stehe. Gesandte der Könige von Frankreich und England, aber auch geistliche Häupter hätten nun vergeblich versucht, Frieden zwischen Papst und Kaiser zu stiften. Nun versprach Otto dem Papst und der venezianischen Kommune, bei seinem Vater den Frieden zu erwirken, und, falls dies misslingen sollte, wieder zurückzukehren. Der besiegte Kaiser habe sich nunmehr zu einem Friedensschluss bereitgefunden.
Die Cronica di Venexia detta di Enrico Dandolo aus dem späten 14. Jahrhundert, die älteste volkssprachliche Chronik Venedigs, bezeichnet den Konflikt zwischen Kaiser und Papst als „grave discordia“. Dabei hielt es Venedig mit der Kirche und unterstützte Mailand gegen Barbarossa, ebenso wie andere lombardische Städte, die „per comandamento de meser lo papa“, ‚auf Befehl des Papstes‘, gegen den Kaiser rebellierten. Diese „discordia“ (‚Zwietracht‘) habe für die Zeit von drei Päpsten geherrscht, bis zum „bon papa Alexandro terço“. Alexander jedoch habe zunächst zum König von Frankreich fliehen müssen. Bald glaubte er „in Venesia oculto asay“, also ‚hinreichend verborgen‘, leben zu können, doch wurde er entdeckt und in Ehren empfangen. Unter Führung des Kaisersohnes „Octo“, so behauptet die Chronik, griff nun eine Flotte von „galee LXXV“ Venedig an, das sich weigerte, den Papst auszuliefern. Doch wurde sie von den „galee XXX“, die der Doge kommandierte, in einer sechsstündigen Schlacht besiegt, wie der Autor weiß. Die erbeuteten Schiffe und die gefangenen Mannschaften seien nach Venedig verbracht worden. Der Papst war überrascht davon, dass die Venezianer eine dreifach überlegene Streitmacht besiegt hätten, wie es ausdrücklich heißt. Otto habe nun seinem kaiserlichen Vater von der „magnificentia et honor che facto gli era per lo dicto Duxe“ berichtet, so dass dieser sich zu einem Friedensschluss bereiterklären konnte. Weil sein Sohn also ehrenhaft behandelt worden war, kam laut der Chronik Barbarossa nach Venedig, um Frieden zu schließen. „Nella ecclesia de San Marco confermata fu la paxe tra questi tre grandi primcipi del mundo“ (S. 68), womit der Autor Sebastiano Ziani auf die gleiche Ebene der höchsten ‚Fürsten‘ stellte, wie Papst Alexander und Kaiser Friedrich.

### Gemälde im Dogenpalast (1409, verstärkt ab 1474): Gentile Bellini

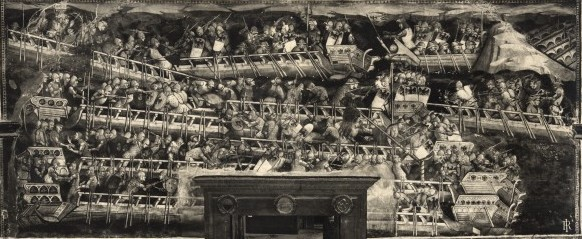
Battaglia navale di Punta San Salvatore, Gemälde von Spinello Aretino († 1410) und seinem Sohn Parri, Palazzo Pubblico (Siena), Sala di Balia

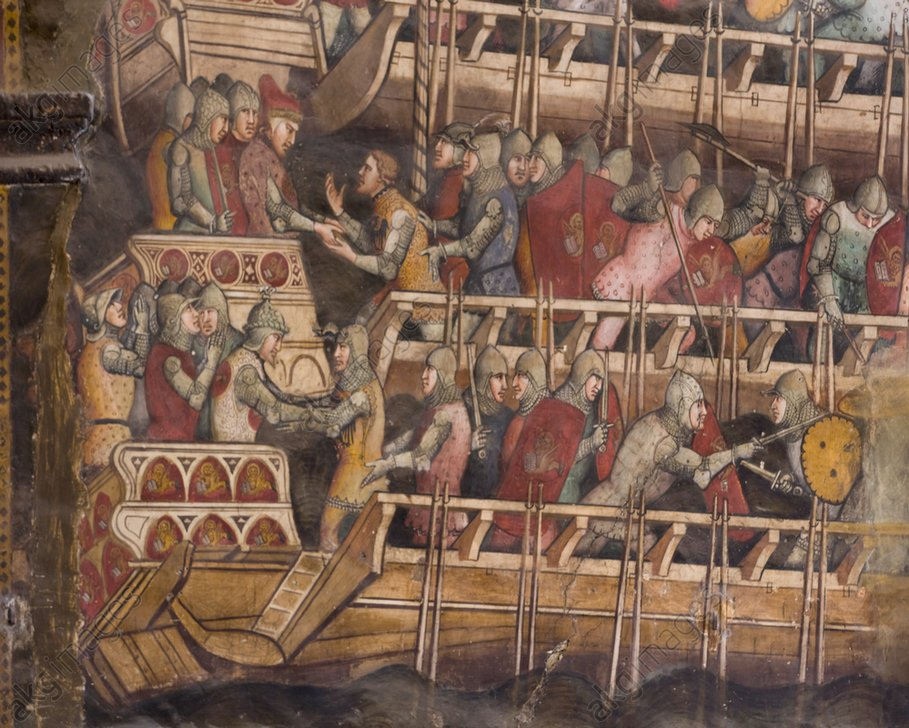
Detail

Im Jahr 1474 entschloss sich die Signoria, die Gemälde im Saal des Großen Rates, der nicht nur für Versammlungen, sondern auch für repräsentative Empfänge ausländischer Diplomaten genutzt wurde, erneuern zu lassen. Aus dem Bericht des Bartolomeo Facio von 1456 geht hervor, dass diese für die Staatspropaganda eminent wichtigen Darstellungen bereits seit zwei Jahrzehnten in schlechtem Zustand und kaum noch erkennbar waren. Gentile Bellini begann seine Ersetzungsarbeiten dementsprechend an der Nord- und an der Westwand des Saales, genauer mit dem Gemälde der Schlacht von Salvore. Auch der Kaiser und sein Sohn Otto waren ab 1409 an die Wand des Saales gemalt worden, letzterer kniend vor dem Dogen und dem Papst oder als Bittsteller bei seinem Vater – diese Werke vollführte Pisanello. Zum Werk Gentile da Fabrianos heißt es explizit: „Pinxit et Venetiis in palatio terrestre proelium contra Federici Imperatoris filium a venetis pro summo Pontifice …“. In einem Bericht von 1479 heißt es angesichts der offenbar schweren Beschädigungen zu Bellinis Arbeit: „E stà principià a restaurar la depentura del conflitto dell'armada della Signoria con quella di Ferigo Barbarossa, in Sala del Gran Conseio, perchè era cascà dal muro, da humidità e vecchiezza. Quei che ha fatto l'opera è Zuane e Zentil Belino, fratelli …“ Alter, Feuchtigkeit, der Zustand der Mauer hatten dem Gemälde offenbar schwer zugesetzt. Mit der Erneuerung war gesichert, dass im allgemeinen Bewusstsein die wesentlichen Ereignisse der venezianischen Geschichte fortbestanden.

### Historiographie
Pietro Marcello meinte 1502 in seinem später ins Volgare unter dem Titel Vite de'prencipi di Vinegia übersetzten Werk, der Streit zwischen Papst und Kaiser habe den Venezianern „occasione d'honorata vittoria“ gegeben. Doch betont Marcello sehr viel mehr die militärische Niederlage der kaiserlichen Flotte und die zahlreichen Ehrungen des Dogen. Bei ihm berief Barbarossa ein Konzil nach „Divione in Francia“ ein, doch Alexander III. erschien nicht, so dass der Kaiser „con grossissimo esercito“ nach Italien marschierte. Bald zog er nach Rom. Alexander floh auf zwei Galeeren König Wilhelms von Sizilien. Am Ende sei Alexander – „travestito“, ‚verkleidet‘ also – nach Venedig gelangt. Der ‚wütende‘ Kaiser verlangte die Auslieferung Alexanders. Darüber hinaus hielt er die Venezianer für ‚Reichsfeinde‘ (S. 80). Nicht lange, und das kaiserliche Banner würde vor San Marco stehen, habe er gedroht. Venedig bereitete sich auf den Krieg vor. Der Kaisersohn sei nun mit „LXXV. galee“ erschienen. Papst und Klerus beteten dabei für einen Sieg Venedigs, Alexander übergab dem Dogen, der gerade „era per salir sù l'armata“, der also gerade mit der Flotte auslaufen wollte, ‚das vergoldete Schwert‘. Die dreißig Schiffe der Venezianer besiegten, so Marcello, Ottos Flotte vor Istrien unweit „Salboria“ unterhalb von Pirano. Nach dem Autor wurden 48 Galeeren gekapert, zwei versenkt. Nach der Rückkehr Zianis mit dem gefangenen Kaisersohn überreichte der Papst dem siegreichen Dogen einen Ring und forderte ihn auf, mit seiner Autorität: „sposarete il mare“, der Doge sollte also ‚das Meer‘ jährlich an einem bestimmten Tag ‚heiraten‘, nämlich als Symbol für Venedigs Herrschaft über das Meer. Bei Marcello wird der Kaisersohn aus der Gefangenschaft entlassen, um seinen Vater zum Frieden zu bewegen. Friedrich empfing seinen fast schon totgeglaubten Sohn mit großer Freude. Dieser bat ihn, den Krieg, ‚gegen den Gott und alle Heiligen‘ waren, zu beenden (S. 82). Mit einem „salvacondotto“, einem Geleitbrief, kam Friedrich nach Venedig und wurde von Alexander, auf einem goldenen Stuhl sitzend, empfangen. Der Kaiser ‚warf sich auf den Boden und küsste die Füße Alexanders‘, wobei in einer umfangreichen Marginalie von anderer Hand vermerkt wird, dass Marcello darüber schweige, dass der Papst seinen Fuß auf den Nacken, eigentlich den Hals („gola“), des Kaisers gesetzt und Salomo zitiert habe. Von Rom aus schickte Alexander nach seiner Rückkehr dem Dogen acht Trompeten und goldene Standarten zur Erinnerung an den Sieg.
Marin Sanudo erwähnt in seinem nie gedruckten, jedoch unter Gebildeten zirkulierenden Werk De origine, situ et magistratibus urbis Venetae ovvero La Città di Venezia, dass in einem Saal des Dogenpalasts ein Gemälde geschaffen werde, das an die Schlacht gegen Barbarossas Sohn erinnern sollte, die Verfolgung des Papstes durch den Kaiser und den heimlichen Aufenthalt Alexanders in Venedig (S. 34): „Et continue rinovano ditta salla, sora telleri la historia di Alessandro 3° Pontefice romano, et di Federico Barbarossa Imperator che lo perseguitava, et, venuto in questa cittade incognito, fu conosciuto poi.“ Um dem Papst beizustehen „andò con l'armata contra il fiol Otto – chiamato di Federico preditto – et quello qui in Istria trovato con potente armata, et più assa' della nostra, alla ponte de Salbua appresso Pirano lo ruppe, et frachassoe, et prese Ottone, et lo menoe a Venetia“. Auch hier also der legendenhafte Sieg und die Gefangennahme. Nachdem sich die Dinge etwas beruhigt hätten, sei Friedrich nach Venedig gekommen, um vom Papst Verzeihung zu erbitten, „et cussì ad uno tempo il Pontefice, et Imperatore erano a Venetia“ – Papst und Kaiser seien also gleichzeitig in Venedig gewesen (S. 34).

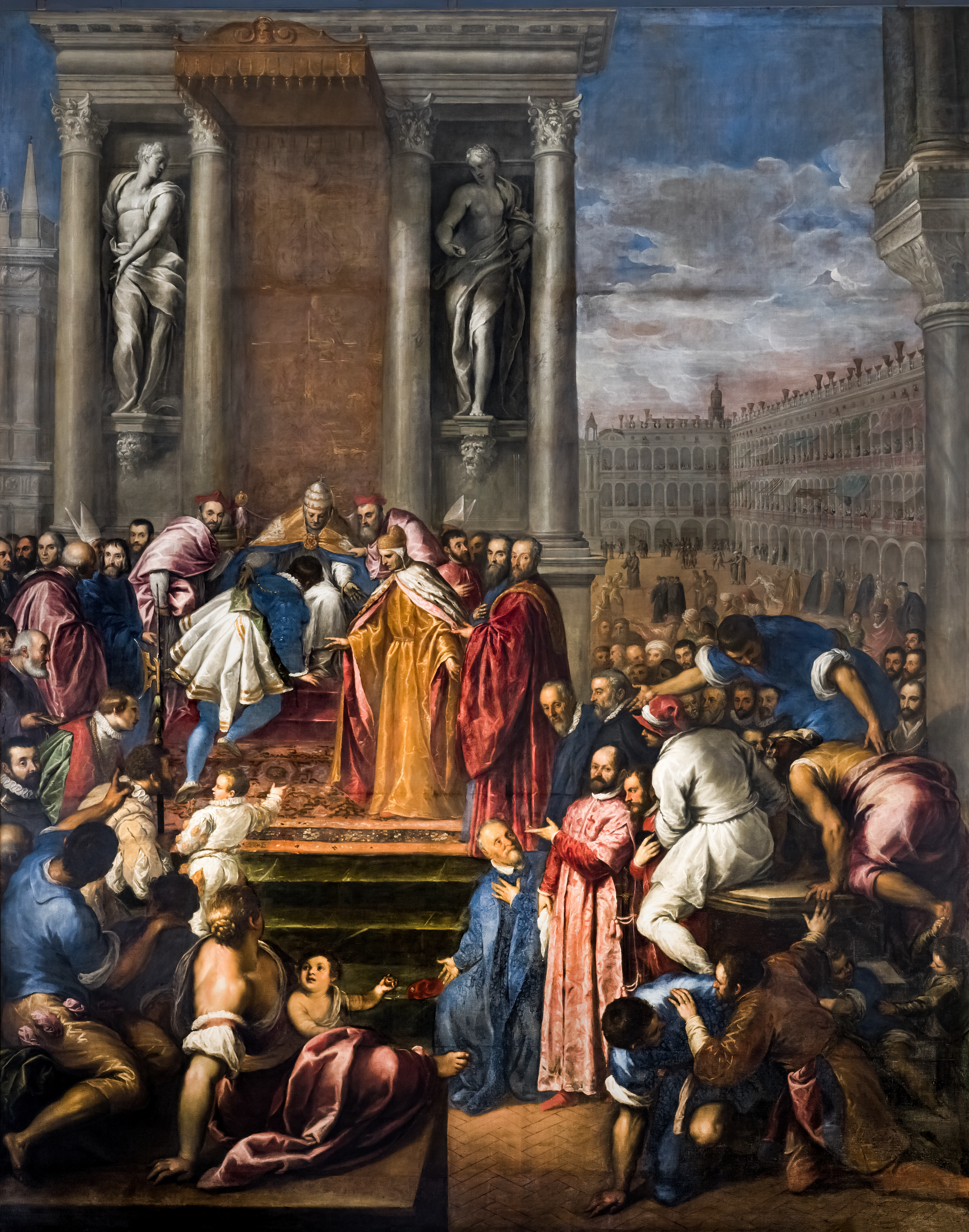
Der Papst erlaubt dem Kaisersohn Otto, sich bei seinem Vater Friedrich für den Frieden zu verwenden, Gemälde von Jacopa Palma d. J., das er 1582 schuf. Es hängt gleichfalls im Saal des Großen Rates im Dogenpalast.

Nach der Chronik des Gian Giacomo Caroldo, der in ungewohnter Ausführlichkeit (S. 152–154) den minutiös geplanten äußerlichen Rahmen der Friedensverhandlungen und der rituellen Behandlung von 1177 beschreibt, ließ sich Barbarossa zunächst in Rom von einem Gesandten die Gründe vortragen, warum die Venezianer Alexander III. und nicht den Gegenpapst „Ottaviano“ anerkannten, um sich daraufhin zu einem Friedensschluss bereit zu erklären. Caroldo erwähnt die Seeschlacht mit keinem Wort.
Der Kenntnisstand zu Venedigs Geschichte war im deutschen Sprachraum wohl eher gering. Dort zirkulierten nur wenige Schriften über Venedig, wie etwa die des Pilgers Arnold von Harff, der Ende des 15. Jahrhunderts die Stadt besucht hatte, der zudem eine Reihe von überlieferten Vorgängen vermengt. So berichtet er von „keyser Frederich“, den der Papst porträtieren ließ „mit sijnem roden barde“. Der Kaiser habe die Auslieferung des nach Venedig geflohenen Papstes gefordert, ansonsten, so habe er geschworen, werde er Venedig zerstören und aus der Markuskirche einen Pferdestall machen. Er sei zusammen mit seinem „soene Otto“ nach Venedig gezogen, doch habe er noch weitere Truppen herbeiholen wollen. Nun hätten die Venezianer Otto besiegt und gefangen genommen. Nur wenn sich Friedrich dem Papst zu Füßen werfe, so die Venezianer, würden sie Otto freilassen, wozu auch der Fuß des Papstes auf seinem Hals ausdrücklich als Bedingung genannt wird. So geschah es, vermerkt der Autor lakonisch: „der pays tradt dem keyser off sijne scholder“, der Kaiser meinte „non tibi, sed Petro, nyed dir dan sijnt Peter zo eren“. Auch um dieses Wortgeplänkel, bei dem es um die Frage ging, ob der Kaiser sich dem Papst oder dem hl. Petrus unterworfen habe, sollten sich später weitere Legenden ranken. Bei dieser Gelegenheit trägt Arnold eine originelle Begründung für die Bronzequadriga an der Außenfassade der Markuskirche vor, denn diese erinnere an den Schwur Barbarossas, aus der Kirche einen Pferdestall zu machen. Um dieses „groissen swoirs wylle den he geswoeren hadde bij sijnem roden barde“ wurden die vier Metallpferde „zo ewycher gedechtenyss deser geschicht“ angefertigt. Dass es sich um Raubgut aus Konstantinopel handelte, das Venezianer nach 1204 mitgebracht hatten, war dem Autor wohl nicht bekannt. Das Gemälde in einem Saal des Dogenpalasts, das an Friedrich Barbarossa erinnere, nennt der Pilger ebenfalls: „in deser raitz kameren steyt koestlich gemailt die legende van deme keyser Frederich Barbarossa“ (S. 45).

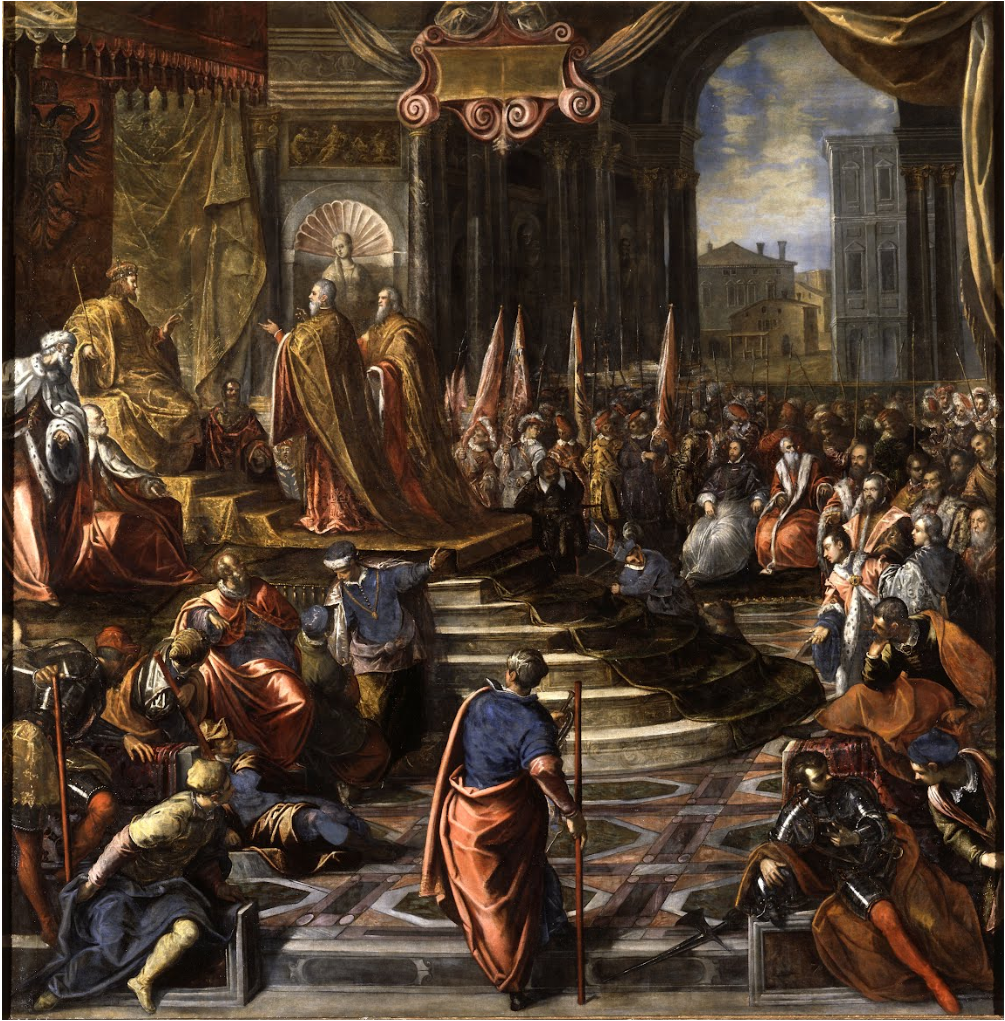
Die venezianischen Gesandten bei Barbarossa, Domenico Tintoretto, Dogenpalast

Der Frankfurter Jurist Heinrich Kellner meint in seiner 1574 erschienenen Chronica das ist Warhaffte eigentliche vnd kurtze Beschreibung, aller Hertzogen zu Venedig Leben, die die venezianische Geschichtsschreibung im deutschsprachigen Raum bekannt machte: Als „Bapst Alexander der dritte / mit Keyser Heinrichen dem ersten deß Namens/unfrieden ward“, erhielten die Venezianer „gelegenheit“ „zu einem grossen Sieg und Victorien.“ Der Kaiser habe die Auslieferung Alexanders gefordert, habe Venedig mit Krieg gedroht und er wolle die Venezianer als Reichsfeinde betrachten. Ansonsten würden sie „in kurtzem deß Keysers Fahnen unnd Wapen auff S. Marx Platz sehen“ (S. 31v.). In Venedig war man nun „täglichs deß grossen uberfalls gewertig“, nachdem man eine Flotte gerüstet hatte, und bald näherte sich der Kaisersohn Otto mit „fünff und sibentzig Galeen“. Papst und „Clerisey gaben der Armada die Benediction und Segen“. Dann „kehret sich der Bapst zum Hertzog Ziani/als er jetzund ins Schiff gehen wolt/begabet in mit einem güldenen Schwerdt/und andern Ritterlichen Wehren und Zeichen“. Als dessen dreißig Galeeren die kaiserliche Flotte „im Istrianischen oder Schlavenischen Meer“ antrafen, jagten sie die Feinde in die Flucht, „acht und viertzig Galeen wurden genommen/ und zwo ertrenckt“. „Otto/deß Keysers Son/ward gefangen“ und nach Venedig gebracht. Auch Kellner beschreibt die Übergabe eines Ringes an den Dogen, um feierlich die Vermählung mit dem Meer zu begehen, damit jeder sehen könne, „daß durch Kriegßrecht ir das Gebiet und Herrschung habt uber das Meer“ (S. 32r). Otto, der hier unter der Bedingung, seinen Vater zum Friedensschluss mit dem Papst und Venedig zu bewegen, freigelassen wurde, wurde von seinem Vater „mit sehr grosser freude angenommen und empfangen“, zumal sich der Vater „sehr viel sorg seines lebens halb“ gemacht habe. Otto habe nun ausgeführt, man führe einen „ungerechten Krieg“, und man habe Gott und alle Heiligen gegen sich. Dem von den Worten des Sohnes überzeugten Kaiser zog „Peter Ziani/deß Hertzogen Sohn/mit sechß Galeeren entgegen biß gen Ravenna“.
Francesco Sansovino berichtet in seinem Opus Venetia città nobilissima et singolare, der Doge habe, diesmal mit „37.galee“ „contra l'armata di Federigo Imperatore“ gesiegt (S. 178v), und auch die Inschrift nahe Piran, an der Kirche „S. Giovanni di Salboro“, die an seinen Sieg über Friedrichs Flotte erinnert, zitiert er vollständig, um auch „Othone“ zu nennen (S. 198, S. 231r), den Sohn des Kaisers. Sansovino fühlt sich an dieser Stelle bemüßigt, Belege für diese Seeschlacht aufzuführen, denn ihre Existenz war außerhalb Venedigs bereits bestritten worden (s. u.). Daher zitiert er Petrarca: „Apud Venecias victus pacem fecit“; der Kaiser habe also Frieden geschlossen, nachdem er besiegt worden sei. Nach Sansovino ‚überantwortete Papst Alexander die Herrschaft über das Meer dem Dogen Sebastiano Ziani‘ (S. 122v, 199r–199v), dieser sei in Rom eingezogen und habe vom Papst eine Reihe von Geschenken erhalten (S. 183v).
Girolamo Bardi versuchte 1584 als Erster, alle Belege für die Seeschlacht zusammenzufassen. In seinem Werk Vittoria navale ottenvta dalla Repvblica Venetiana contra Othone, Figlivolo di Federigo Primo Imperadore; Per la restitutione di Alessandro Terzo, Pontefice Massimo, venuto à Venetia sammelte er alle ihm bekannten Geschichtswerke, aber auch bildliche Darstellungen, um die Historizität der Seeschlacht und der Überlieferung zum Aufenthalt des Papstes nachzuweisen.
In seinem Werk Delle Cose Notabili Della Città Di Venetia, Libri II erwähnt Francesco Sansovino ebenfalls den Sieg über Otto, den Ziani demnach gefangen nahm, sowie den Ring des Papstes als Symbol der Herrschaft über das Meer. In diesem Zusammenhang zitiert er ausdrücklich „Sabellico“, um sich zugleich explizit gegenüber dessen Meinung abzusetzen, den in der Seeschlacht ohne Sakrament Untergegangenen würde damit wenigstens Respekt erwiesen (S. 27). Auch hier wiederholt er die Geschichte vom besagten Sieg über Otto und dessen Gefangenschaft (S. 105), nennt aber nicht die Zahl der Schiffe, die dem Kaisersohn zu Gebote standen. Stattdessen erwähnt er die 30 „Navilij“, die der Doge mit „giente scelta“, mit ‚ausgesuchten Leuten‘ also, besatzen ließ (S. 106) – was den Sieg über die zahlenmäßig überlegene Flotte oder aber die geringe Zahl an zur Verfügung stehenden Schiffen erklären mochte.

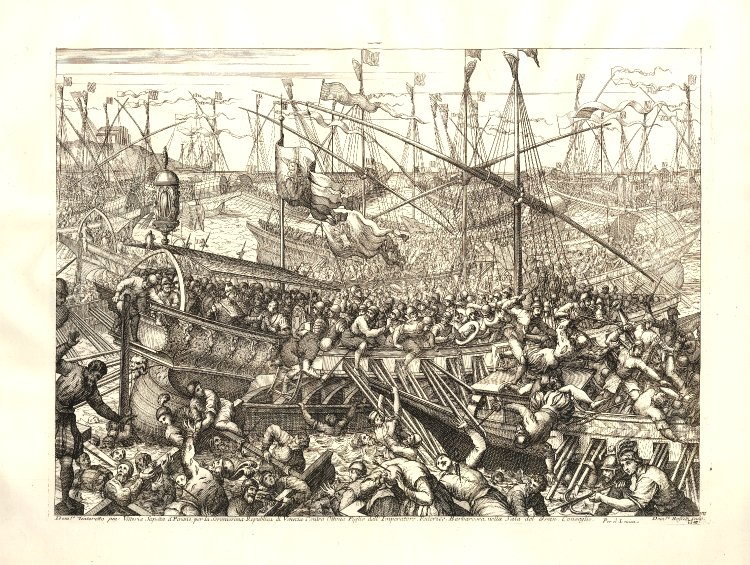
Darstellung der Schlacht aus dem Jahr 1720 von Domenico Rossetti mit dem Titel: „Vittoria sequita a Pirano, per la Serenissima Republica di Venecia contro Ottone figlio dell'Imperatore Federico Barbarossa“, British Museum, 1923,0417.31.7

In der Übersetzung von Alessandro Maria Vianolis Historia Veneta, die 1686 in Nürnberg unter dem Titel Der Venetianischen Hertzogen Leben / Regierung, und Absterben / Von dem Ersten Paulutio Anafesto an / biss auf den itzt-regierenden Marcum Antonium Justiniani erschien, lag Friedrich mit dem „Zunamen Barbarossa“ nun im Krieg mit Alexander III., ein Römer namens Octavianus habe sich „als ein Pabst aufgeworffen“. Alexander floh nach Venedig, wohin er „sich salviret hatte“. „Nachdeme er aber von einem Burger mit Namen Commodus, erkennet / und solches dem Raht alsbalden angesaget / ward er mit gebührenden Ehrenbezeigungen von dem Hertzog und gantzen Senat hernachmals gehalten und tractiret worden“ (einen Senat gab es zu dieser Zeit noch nicht). So gingen „etliche Abgesandte an den Kayser“, doch wurden sie mit Kriegsdrohungen „abgefertiget“, falls sie den Papst nicht auslieferten. „Die Kayserliche Armada bestunde damalen in 75. Schiffen“, doch wurde sie von den 30 Schiffen der Venezianer unter Führung Zianis besiegt. Folgt man Vianoli, so wurden 28 Schiffe erobert und zwei versenkt (immerhin 20 weniger als noch bei Kellner). Auch hier wurde „Otto des Kaysers Sohn / der die Armada commandiret /selbstn gefangen“ (S. 236). Der Papst zog nach diesem Sieg einen Ring vom Finger und sagte: „Nimm hin Hertzog diesen Ring / und aus meiner als Päbstlicher Macht / solt du dich mit dem Meer / gleich als ein Ehemann mit seiner Frauen / Krafft dieses Pfands vertrauen und verbinden / und solst dasselbe künfftig alle Jahr thun / du und deine Nachkömmlinge auf einen gewissen Tag“. Otto wurde aus der Gefangenschaft entlassen, unter der Bedingung, den Vater zum Frieden zu bewegen. Dies gelang, wie die Chronisten übereinstimmend berichteten, so dass Friedrich sich „nach gegebenem sicherem Geleit“ nach Ravenna begab, wo ihm Petrus Ziani, der Sohn des Dogen, mit sechs Galeeren entgegenkam.

### Erste Zweifel (1574), Ignorieren durch päpstliche Geschichtsschreibung: Cesare Baronio
Einer der ersten, der der venezianischen Erzählung misstraute, war der Humanist Carlo Sigonio, der in seiner 1574 erschienenen Hauptschrift De regno Italiae, einer Geschichte Italiens bis 1200, die Seeschlacht ignoriert. Diese erschien erneut 1580, diesmal in Bologna, nicht in Venedig. Darüber hinaus erscheint darin Papst Alexander im Triumph in Venedig, keinesfalls heimlich. Zudem fügte er einige tabulae hinzu, worin er die benutzten Quellen aufführte, er folgte also nicht mehr der üblichen Darstellung. Der Doge und der Patriarch von Grado holten nach Sigonio den Papst mit höchstem zeremoniellem Aufwand am Tag nach seiner Ankunft bei den Mönchen von San Nicolò ab. Weder ist von einer Seeschlacht die Rede, noch von anderen legendären Vorgängen, wie etwa dem heimlichen Aufenthalt des verkleideten Papstes und dessen zufällige Entdeckung.

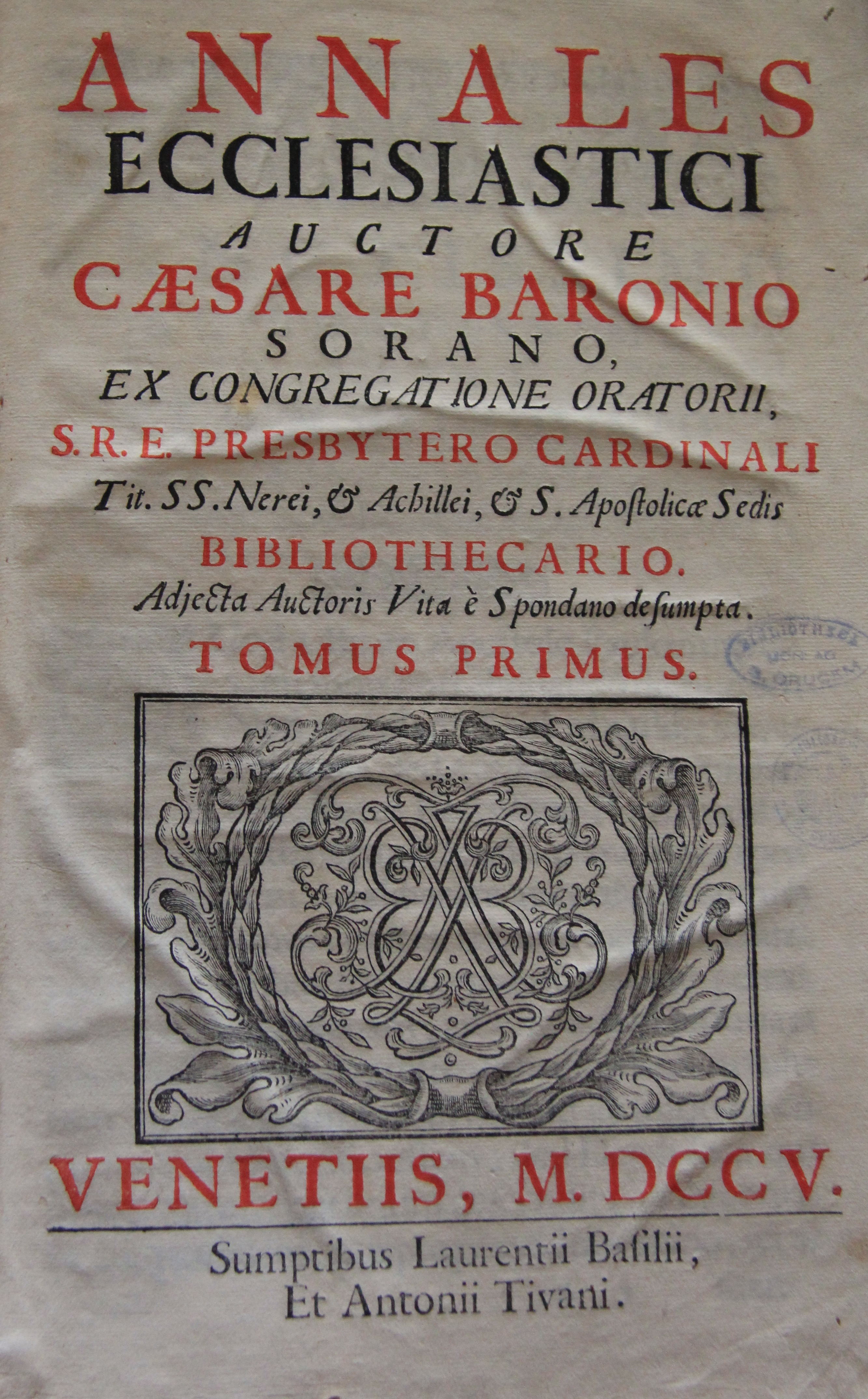
Titelblatt des ersten Bandes der venezianischen Ausgabe von Cesare Baronios Annales ecclesiastici, erschienen in Venedig 1705

Cesare Baronio war ein weiterer wichtiger Autor, der die angebliche Seeschlacht zwischen der Flotte Venedigs unter Ziani und einer Flotte des Römisch-deutschen Reiches unter Führung des Kaisersohnes Otto ignorierte. Er nannte als Quellen, die die Schlacht nicht erwähnen, ausdrücklich die päpstlichen acta und, wie schon Sigonio, Bischof Romuald von Salerno, einen der normannischen Gesandten beim Friedensschluss von Venedig. Immerhin akzeptierte die Republik Venedig das für sie brisante zwölfbändige Werk, sodass auch dort eine entsprechende Ausgabe erscheinen konnte, wie sie 1588 bis 1607 auch in Rom erschien.

## Kampf um die Deutung der venezianischen Geschichte, Anspruch auf die Adria und Nachweisversuche
Innerhalb und außerhalb Venedigs entstand unter dem Druck päpstlicher und spanischer Ansprüche eine veränderte Interpretation, ein Kampf um die Deutung der Geschichte Venedigs und damit um die Legitimation von dessen Rolle und Ansprüchen aus der Vergangenheit. Die Haltung zur venezianischen Historiographie, und damit die Akzeptanz ihrer Einzelheiten, wurde im 16. und 17. Jahrhundert geradezu zu einem Kennzeichen pro- oder anti-venezianischer Geschichtsschreibung. 1612 erschien das bekannteste der antivenezianischen Pamphlete, der Squitinio della libertà veneta, der die Mythen um Venedigs Freiheit zu entlarven versuchte. So habe die Stadt in der Frühzeit sehr wohl Odoaker und den Ostgoten, dann Ostrom unterstanden, sei also keineswegs von Anfang an „frei“ gewesen. Später habe das Volk den Dogen lange Zeit gewählt, der als uneingeschränkter Herr die Stadt regiert habe, was sich erst Ende des 13. Jahrhunderts zu ändern begonnen habe. Da Salvore zu einem wichtigen Baustein der Begründung der venezianischen Herrschaft über die Adria geworden war, der jedes Jahr aufs neue feierlich in Erinnerung gerufen wurde, geriet nicht nur die Historiographie Venedigs in Misskredit, sondern auch ihre historisch begründeten Ansprüche. Dies konnte in einer Zeit des Niedergangs der marinen Vorherrschaft und der wachsenden Ansprüche der Konkurrenten weit reichende Folgen haben. Die spanischen Gegner Venedigs versuchten ihrerseits, die Ansprüche Venedigs auf die Adria zu unterminieren, waren also an einer Entlarvung der dortigen Geschichtsauffassung interessiert.

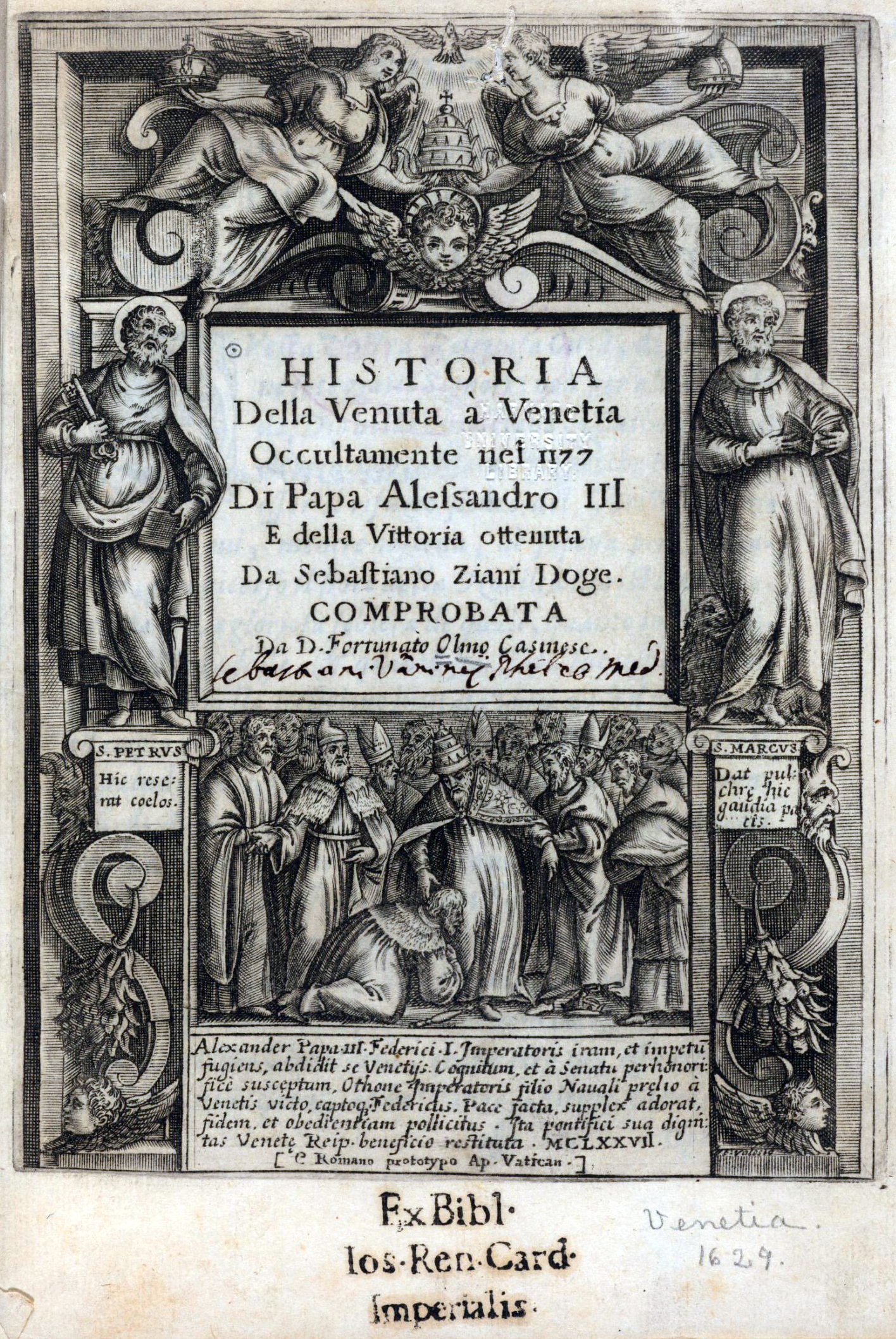
Titelblatt der Historia della venuta à Venetia occultamente nel 1177 di papa Alessandro III e della vittoria ottenuta da Sebastiano Ziani, doge des Fortunato Olmo, Venedig 1629

Umso intensiver arbeitete man, etwa im Dogenpalast oder bei öffentlichen Feierlichkeiten, an einer weithin sichtbaren Zurschaustellung der venezianischen Herleitung. Cornelio Frangipane, Verfasser einer Reihe von Pamphleten, verfasste eine Schrift gegen all diejenigen, die glaubten, sie könnten Venedig seiner Vorrechte berauben, indem sie die Wahrheit von Papst Alexanders Geschichte zurückwiesen. Fortunato Olmo unterzog sich 1629 gar der Mühe sieben Manuskriptbände zusammenzustellen, um den Sieg des Dogen Sebastiano Ziani nachzuweisen.
Manche der Gegner der spanischen Vorherrschaft, allen voran Paolo Sarpi, verließen allerdings bereits 1607 und 1610 den Pfad der historischen Begründung. Sie setzten stattdessen auf ein natürliches Recht desjenigen, der in einem Gebiet eine Herrschaft zuerst begründet hatte. Außerdem könne ein Privileg, nämlich das des Papstes, nicht ausgerechnet gegen diejenige Institution eingesetzt werden, die dieses Privileg ausgestellt hatte. Venedig habe die Adria als einen Raum vorgefunden, der frei von Herrschaft war, und habe damit ein endgültiges und unbestreitbares Recht darauf. Die Alexander-Legende sei also irrelevant. Als 1613 ein venezianischer Geschichtsschreiber namens Giovanni Nicolò Doglioni, der die Legende wiederum berichtete und untermauerte, um Druckerlaubnis ersuchte, um gleichfalls Baronio widerlegen zu können, riet Sarpi von einer Genehmigung ab.
Einige historische Darstellungen nahmen die Argumentation Sarpis auf und verzichteten damit auf die Herleitung der alljährlichen Vermählung des Dogen mit dem Meer. Die Neuauflage von Bardis Werk aus dem Jahr 1584, die 1619 gedruckt wurde, erkannte den Papst nicht mehr als Autorität, die Venedig die Herrschaft über das Meer verliehen hatte, sondern bezeichnete sein Tun nur noch als Ursprung der Vermählung. In einem Werk, das ansonsten wortgetreu neu aufgelegt wurde, sticht diese Veränderung besonders ins Auge. Andere Autoren ließen die Rolle des Papstes nun gänzlich aus. Die Vermählung wurde zum bloßen Zeichen der Herrschaft, die Herleitung, für die Legitimation in diesen Kreisen ohne Bedeutung, zu einer der für die Politik unwichtigen „quistioni erudite“, wie Marco Foscarini formulierte – ein Gelehrtenstreit. 1635 warnte der aus Rom zurückkehrende Botschafter Alvise Contarini sogar davor, den Text Olmos zu drucken. Er fürchtete nutzlosen Streit mit dem Papst und weitere Rechtfertigungen. Nicht Worte verteidigten Venedigs Anspruch, sondern Schiffe. Der spätere Doge Leonardo Donà, von Kardinal Borghese aufgefordert, das Originaldokument der Privilegierung von 1177 vorzulegen, antwortete schnippisch, sie befinde sich auf der Rückseite des Originals der Konstantinischen Schenkung.
Johann Friedrich LeBret publizierte 1769 bis 1777 seine vierbändige Staatsgeschichte der Republik Venedig, worin er im 1769 erschienenen ersten Band konstatiert: „Auf einmal aber ward Venedig die Schaubühne, auf welche die halbe Welt die Augen richtete“. Barbarossa suchte nach der Niederlage in der Schlacht von Legnano einen Friedensschluss. Doch die Geschichte sei an vielen Stellen „für den Pöbel von Venedig geschrieben“ worden, wie der Autor schreibt. Die Erzählung, nach der Alexander den Venezianern gestattete, ihre Siegel mit Blei zu führen, widerspreche der Tatsache, dass dies die Dogen schon früher getan hätten. Ähnlich erfunden sei der Sieg der Flotte gegen Otto, doch „Venedig behauptet die Wahrheit dieses Sieges aufs hartnäckigste, und findet ein besonderes Staatsinteresse dabey, ihn der Nachwelt als wahr anzupreisen“ (S. 370). Besonders gut konnte man so die Festa della Sensa erklären, wie er anführt, die Vermählung des Dogen mit dem Meer, die demnach Alexander aus Dankbarkeit für den Sieg über die Flotte des Kaisersohnes Otto gestiftet haben sollte. Doch LeBret misstraut der Darstellung insgesamt, denn kein einziger bedeutender Fürst sei in Begleitung Ottos gewesen: „ob es uns wohl sehr bedenklich scheint, daß die Geschichte nur den Namen des Prinzen bemerket, ohne einen einigen großen Herrn zu nennen, der in dessen Gefolge gefangen genommen worden“ (S. 372). Otto, bereit bei seinem Vater auf einen Frieden hinzuwirken, „gab sein Ehrenwort von sich, sich wieder als Gefangener zu stellen, wenn seine Bemühungen fruchtlos seyn sollten.“ LeBret führt aus, dass der erste, der die Erzählung ignorierte, eben jener „Cäsar Baronius“ gewesen sei (Cesare Baronio, 1538–1607), dessen Annales ecclesiastici für die Ereignisse um 1177 auf der Chronik des Romuald beruhte, des Erzbischofs von Salerno, und einer von ihm im Vatikan entdeckten Handschrift (S. 373). Da sich die Päpste dieser Auffassung anschlossen, kam es nach LeBret zu einem diplomatischen Konflikt mit der Republik Venedig, wo man versuchte, anhand von Inschriften, Gemälden und der älteren Geschichtsschreibung die Historizität der Seeschlacht zu belegen. „Der sicherste Zeitpunkt ist das Jahr 1484, von welchen Zeiten an niemand der Geschichte selbst widersprochen hat. Ja, dieser kritische Krieg verursachte so gar an dem päpstlichen Hofe selbst eine eigene Congregation von Cardinälen.“ Die venezianischen Gesandten hätten die Sache in Rom so weit vorangetrieben, dass die entsprechenden Worte unter einem Gemälde durch persönliche Anweisung Papst Innozenz’ wiederhergestellt worden seien (S. 375).
Trotz der besagten Umdeutung glaubten manche Historiker immer noch, die Historizität der Seeschlacht anhand von Dokumenten und Denkfiguren beweisen zu können. Noch 1785 verteidigte Cristoforo Tentori (1745–1810) in Venedig die Historizität der Schlacht von Salvore, wenn sich der Autor auch nicht sicher ist, ob auf Seiten der Venezianer mit dem Flottenführer „Ziani“ der Vater oder der Sohn gemeint war. Zu diesem Zweck versucht der Verfasser die Glaubwürdigkeit der Quellen, insbesondere die Autorschaft Romualds von Salerno, in Frage zu stellen, und, sollte der Erzbischof dennoch der Verfasser gewesen sein, so war er in jedem Falle Normanne und damit ein Feind Venedigs. Daher sei sein Schweigen, in einer für seine Feinde ruhmreichen Angelegenheit, ohne Gewicht (S. 90 f.). Dagegen führt der Autor eine Reihe von (sehr viel jüngeren) Inschriften auf, aber auch die Chronik des Andrea Dandolo, dazu Gemälde im Saal des Großen Rates im Dogenpalast, ebenso wie ein Gemälde in Siena im Palazzo Pubblico, aber auch in Augsburg, vor allem aber zahlreiche Chroniken; schließlich fügt er das besagte römische Gemälde an, das auf Druck Venedigs die Beschreibung der Schlacht zurückerhielt. Um den sehr jungen Otto als Flottenführer plausibel zu machen, folgt er der früheren Datierung des Geburtsjahres Ottos von bis dato 1163 auf 1159, womit er seiner expliziten Auffassung nach 18 Jahre alt war. Denn für ihn fand die Schlacht, im Gegensatz zum in seiner eigenen Überschrift genannten Jahr 1174, nunmehr im Jahr 1177 statt (S. 97). Der Annahme seiner Gegner, das Reich habe gar keine Flotte im Mittelmeer besessen, entgegnet er, dass es sich wohl um Schiffe der italienischen Seestädte gehandelt habe, also von Genuesen, Pisanern und Amalfitanern.

## Nachwirken der venezianischen Tradition, moderne Geschichtsschreibung
Weniger erzieherisch-moralisierend als LeBret, dafür mit nationalerem Grundton versehen, deutete Samuele Romanin die Quellen; dazu zog er eine Reihe von zu seiner Zeit noch nicht edierten Handschriften aus den venezianischen Archiven und Bibliotheken heran.
Die ausführliche Beschreibung und klare Belege sollten, so Romanin, alle Zweifel über den Verlauf und die Bedeutung des Vorganges ausräumen und zugleich die Überlieferung von Legendärem befreien. Doch seien diese volkstümlichen Geschichten berichtenswert, und so wolle auch er sie verteidigen. Als die Unterhändler Filippo Orio und Jacopo Contarini den Kaiser zur Aufnahme von Verhandlungen in Pavia aufsuchten, beanspruchte dieser die Auslieferung des Flüchtlings, der sein Feind sei, vom Dogen und – ausdrücklich – vom Senat unter Kriegsandrohung (S. 113). Daran schließt sich die Geschichte seines 18- oder 19-jährigen Sohnes „Ottone“ an, dessen 75 Galeeren starke Flotte, unterstützt von Genuesen und Pisanern, von 30 venezianischen Galeeren besiegt wurde. Der Papst habe dem venezianischen Flottenführer beim Aufbruch ein goldenes Schwert übergeben und das Unternehmen gesegnet. Eine Inschrift in Salvore belege noch immer diesen Seesieg (S. 114). Otto wurde gefangen genommen, dann jedoch großzügig zusammen mit zwölf Gesandten zu seinem Vater geschickt, um neue Verhandlungen aufzunehmen. Nun sollte Friedrich ein „salvacondotto“ für die Friedensverhandlungen in Venedig erhalten. Offenbar fällt es dem Autor schwer zu glauben, die Schlacht von Salvore sei erfunden worden. Wie er in einer Fußnote anmerkt, nenne die „Cronaca Magno Cod. DXVI, t. IV, p. 79“ sogar die Flottenführer, darunter Sebastiano Ziani als „capitano general“ und zahlreiche andere. Dabei sei „amiragio della dita armada“ ein „Nicolò Contarini el zancho (il mancino)“, also ‚der Linkshändige‘, gewesen (S. 116 f.). So fasst Romanin zusammen: ‚Der Papst ging also nicht verkleidet nach Venedig, sondern in aller Öffentlichkeit, … er ging nicht nach Ferrara, um die Lombarden in der Liga zu halten, denn sie waren weit entfernt davon irgendeinen Vertrag mit dem Kaiser zu brechen, sie schickten nicht ihre Gesandten zusammen mit Otto zu Friedrich in Apulien, wo er seit 1168 nicht mehr gewesen war …‘, und auch der Fuß auf dem Nacken des Kaisers passe nicht dazu, dass dieser in den Schoß der Kirche zurückgekehrt sei. Auch erwähne dies keine zeitgenössische Quelle (S. 117).
Pierre Daru, Verfasser einer siebenbändigen Histoire de la république de Venise, die 1819 auf Französisch und 1824 auch auf Deutsch unter dem Titel Geschichte der Republik Venedig erschien, glaubt, dass man sich nach der Drohung Barbarossas auf einen Krieg vorbereiten musste. Ausdrücklich unter dem Jahr 1177 schreibt Daru (in der Übersetzung von Heinrich Bolzenthal): „So mußte man sich denn vorbereiten, den Angriff eines sehr gefürchteten Fürsten zurück zu schlagen; denn er rüstete rasch eine Flotte von fünf und siebenzig Galeeren aus, deren Anführung er seinem Sohne Otto übertrug. Venedig konnte ihn nur dreißig entgegen stellen. Als er unter Segel gehen wollte, umgürtete ihn der Papst mit einem goldnen Schwerte … Die beiden Flotten begegneten sich am Festtage der Himmelfahrt zwischen Pirano und Parenzo in Istrien. Die kaiserliche bestand aus Fahrzeugen, die Genua, Pisa und Ancona dem Fürsten gestellt hatten. Die kämpfenden Parteien waren ungleich; allein die kaiserliche Flotte hatte ungünstigen Wind, und so entschied sich nach einem sechsstündigen blutigen Kampfe der Sieg für die Venetianer. Der Papst hatte die Freude, in dem Hafen acht und vierzig Galeeren der Flotte, die zu seinem Verderben ausgerüstet worden, ankommen zu sehen, und selbst den Sohn seines Feindes unter der Zahl der Gefangenen zu erblicken. Man schickte ehrenhafter Weise den Prinzen seinem Vater zurück, den das Unglück zu neuen Friedensvorschlägen geneigter gemacht hatte. Otto hatte sich zum Ueberbringer derselben aufgeworfen, und Friedrich willigte in die Eröffnung der Unterhandlungen.“
In seinem Il Palazzo ducale di Venezia von 1861 räumt Francesco Zanotto der Volksversammlung größeren Einfluss ein, doch dieses Volk sei immer ‚leichtgläubig weil unwissend‘ („credulo perchè ignorante“) und ‚wankelmütig wie die See‘. Dies manifestiere sich in „tumulti ed atti violenti“ (S. 103), in Tumulten und Gewaltakten. Weder gab es eine Seeschlacht zwischen der venezianischen und der römisch-deutschen Flotte unter dem Sohn des Kaisers, noch hielt sich Alexander unerkannt in Venedig auf – diese über Jahrhunderte tradierten Vorgänge werden bei Zanotto nicht mehr erwähnt.
Quellenkritisch versierter argumentiert Heinrich Kretschmayr 1905 im ersten Band seiner dreibändigen Geschichte von Venedig. Über die venezianische Historiographie urteilt Kretschmayr: „Der venezianischen Tradition vom 14. Jahrhundert ab war es eine ausgemachte Sache: Papst Alexander sei vor dem Kaiser nach Venedig geflohen und habe hier unerkannt in aller Verborgenheit fast ein halbes Jahr verbracht. Einmal erkannt, habe man ihn aufs ehrenvollste behandelt und zugleich den Kaiser um Herstellung des Friedens angesprochen. Friedrich habe dies hochmütig abgelehnt und seinen Sohn Otto mit 75 Galeeren gegen die Seestadt entsandt.“ Dann folgte Zianis Sieg von Salvore, die Gefangennahme Ottos, die Unterwerfung Friedrichs.

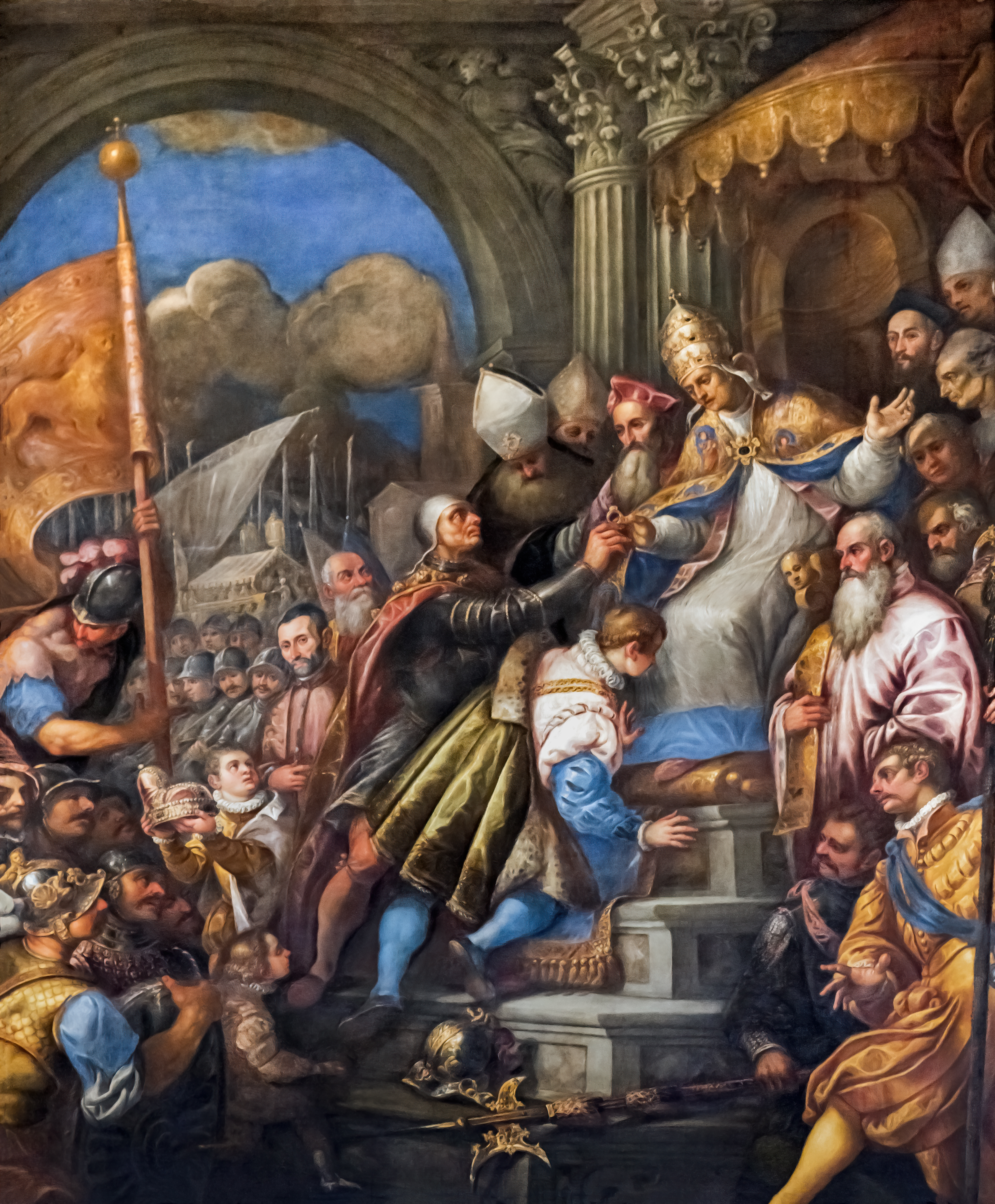
Der Papst überreicht den symbolischen Ring zur Verehelichung mit dem Meer dem Dogen. Dieser wiederum präsentierte dem Papst „Ottone“. Gemälde von Andrea Vicentino im Großen Saal des Dogenpalasts.

John Julius Norwich bündelt in seiner 1977 erstmals erschienenen History of Venice, die Kritik an der venezianischen Tradition anhand des Gemäldes von Andrea Vicentino (um 1542–1617), das zeige, wie gerade der Ring des Papstes vom Dogen ins Meer geworfen werden sollte: „It is sad to have to record that, like the quite fictitious naval battle of Salvore, depicted by Tintoretto's son Domenico immediately to the right, this theory is without foundation.“